# Rugobe (periodiskt vattendrag i Burundi, Bujumbura Rural)
Rugobe är ett periodiskt vattendrag i Burundi.   Det ligger i provinsen Bujumbura Rural, i den centrala delen av landet, 27 kilometer öster om huvudstaden Bujumbura.
Omgivningarna runt Rugobe är en mosaik av jordbruksmark och naturlig växtlighet. Runt Rugobe är det ganska tätbefolkat, med 155 invånare per kvadratkilometer.